# (349) Дембовска
(349) Дембовска (итал. Dembowska) — крупный астероид главного пояса, принадлежащий к редкому спектральному классу R. Астероид был открыт почти полтора века назад 9 декабря 1892 года французским астрономом Огюстом Шарлуа во время работы в обсерватории Ниццы, Франция и назван в честь барона Геркулеса Дембовски — итальянского астронома, внёсшего большой вклад в исследование двойных и кратных звёзд.

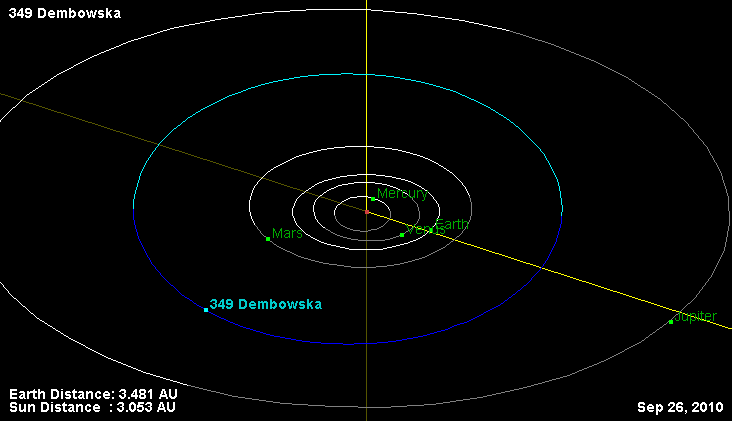
Орбита астероида Дембовска и его положение в Солнечной системе

## Характеристики
Астероид обладает необычно большим альбедо 0,3840. Среди астероидов главного пояса с диаметром более 75 км только астероид (4) Веста имеет более высокую отражающую способность 0,4228. Поверхность астероида богата оливином, пироксеном и различными металлами. Вполне возможно, что вследствие довольно большой массы и размера, на ранних этапах эволюции на астероиде произошли частичное плавление и последующая гравитационная дифференциация недр.
Астероид является одним из крупнейших астероидов в главном поясе и находится как раз перед резонансной с Юпитером орбитой 7:3. Астероиды Дембовска и (16) Психея имеет очень схожие орбиты, которые находятся в резонансе между собой, так что почти через каждые пять лет их положения по отношению к Земле и Солнцу совпадают.
Покрытие звёзд этим астероидом было зафиксировано дважды: 31 октября 2006 года
и 5 декабря 2007 года.